# Lars Andreas Østvik
Lars Andreas Østvik, né le (18 août 1977 à Mo i Rana), est un spécialiste norvégien du combiné nordique.

## Carrière
Il commence sa carrière internationale en prenant part à des épreuves de la Coupe du monde B dès janvier 1998, remportant cette année même le classement général. En mars 1999, il prend son premier départ en Coupe du monde se classant cinquième à Zakopane, puis obtient ses premiers podiums à Santa Catarina / Saint-Moritz en mars 2000 (troisième par équipes et en individuel). Il a participé une fois aux Jeux olympiques d'hiver en 2002 à Salt Lake City et aux Championnats du monde en 2001 à Lahti.

## Palmarès

### Jeux olympiques d'hiver
| Épreuve / Édition | Épreuve / Édition | Salt Lake City 2002 |
| Sprint            | Sprint            | —                   |
| Gundersen         | Gundersen         | —                   |
| Par équipes       | Par équipes       | 5e                  |

### Coupe du monde
- Meilleur classement général final : 18e en 2000.
- Classement annuel : 28e en 1999, 18e en 2000, 21e en 2001, 45e en 2002, 27e en 2003.
- 1 podium individuel dont 1 troisième place.
- 2 podiums en épreuve collective : 2 troisièmes places.

### Coupe du monde B
- Vainqueur de la Coupe du monde B 1998,
- Onze podiums dont quatre victoires (Klingenthal 1998, Chamonix 1999, Zakopane et Harrachov 2003).